# Tenente Ananias
Tenente Ananias là một đô thị thuộc bang Rio Grande do Norte, Brasil. Đô thị này có diện tích 223,67 km², dân số năm 2007 là 11546 người, mật độ 37,5 người/km².